# Skeleton ai XXI Giochi olimpici invernali
Le gare di skeleton ai XXI Giochi olimpici invernali di Vancouver in Canada si sono svolte dal 18 al 19 febbraio 2010, sulla pista del Whistler Sliding Centre.
Sono state disputate una competizione maschile e una femminile.

## Calendario
| Uomini | 1° e 2° manche - Singolo maschile  | 3° e 4° manche - Singolo maschile  | 1 |
| Donne  | 1° e 2° manche - Singolo femminile | 3° e 4° manche - Singolo femminile | 1 |
| Totale |                                    | 2                                  | 2 |

## Podi

### Uomini
| Evento                      | Oro            | Tempo   | Argento        | Tempo   | Bronzo               | Tempo   |
| Singolo maschile (dettagli) | Jon Montgomery | 3'29.73 | Martins Dukurs | 3'29.80 | Aleksandr Tret'jakov | 3'30.75 |

### Donne
| Evento                       | Oro          | Tempo   | Argento            | Tempo   | Bronzo     | Tempo   |
| Singolo femminile (dettagli) | Amy Williams | 3'35.64 | Kerstin Szymkowiak | 3'36.20 | Anja Huber | 3'36.36 |

## Medagliere
| Posizione | Paese       |   |   |   | Totale |
| --------- | ----------- | - | - | - | ------ |
| 1         | Canada      | 1 | 0 | 0 | 1      |
| 1         | Regno Unito | 1 | 0 | 0 | 1      |
| 3         | Germania    | 0 | 1 | 1 | 2      |
| 4         | Lettonia    | 0 | 1 | 0 | 1      |
| 3         | Russia      | 0 | 0 | 1 | 1      |
| Totale    | Totale      | 2 | 2 | 2 | 6      |